# Photinus pyralis
Il Photinus pyralis, noto con i nomi comuni di lucciola orientale comune è la specie di lucciola più comune in Nord America. É un coleottero volante che produce luce con un organo leggero sul lato ventrale dell'addome. Questo organismo è talvolta classificato erroneamente come Photuris pyralis, il che probabilmente deriva dall'assonanza con il genere Photuris.
La femmina Photuris può anche attirare un Photinus pyralis da mangiare per ottenere steroidi repellenti per i ragni chiamati "lucibufagins". Nei maschi l'organo luminoso copre l'intera superficie ventrale dei tre segmenti posteriori e nelle femmine solo una porzione del terzo segmento posteriore. Queste lucciole sono più evidenti al crepuscolo, nella prima parte della sera e si librano vicino al suolo. Il nome comune della specie si riferisce al caratteristico volo del maschio, che vola in una traiettoria a forma di J, illuminandosi in salita. Durante il volo, il modello di volo a forma di J viene utilizzato in combinazione con i modelli di lampo di pattugliamento durante la ricerca di un compagno. I loro bagliori sono stimolati da condizioni di luce, non da impulsi ritmici come originariamente pensato.
Il genoma del Photinus pyralis è stato sequenziato nel 2018.

## Produzione di luce
I maschi di Photinus pyralis individuano le femmine mediante una serie di lampi di luce, a cui le femmine rispondono con un lampo di ritardo codificato. L'organo leggero del P. pyralis è composto da due strati; uno di cellule rifrangenti sul lato dorsale e uno fotico con cellule che producono luce sul lato ventrale. L'organo luminoso (in particolare lo strato fotogenico) è dotato di numerosi rami tracheali, che si ritiene forniscano l'ossigeno necessario per la produzione della luce. L'enzima che produce luce è la luciferasi e si trova all'interno delle cellule della lanterna. Le luciferasi richiedono ossigeno, luciferina e adenosina trifosfato (ATP) per catalizzare una reazione chimica che produce bioluminescenza in questi insetti. È stato dimostrato che il bagliore non è controllato dalle cellule terminali tracheali (che si pensava contenessero valvole) né dagli impulsi nervosi centrali attraverso studi che coinvolgono condizioni di basso livello di ossigeno. Le pupe di questi coleotteri hanno organi luminosi diversi rispetto all'adulto. Non hanno le caratteristiche cellule terminali tracheali lampeggianti degli adulti e, mentre gli adulti emettono lampi luminosi, le pupe emettono un bagliore a bassa intensità.

## Difesa
È noto che i coleotteri della famiglia Lampyridae utilizzano alcune difese come l'odore sgradevole e l'escrezione di una sostanza appiccicosa per evitare la predazione. L'escrezione di liquidi sgradevoli dalle aree lungo le elitre e il pronoto è il risultato della stimolazione tattile ed è stata definita sanguinamento riflesso. Questo sanguinamento riflesso è una funzione difensiva di P.pyralis, poiché può far impigliare alcuni predatori nella sostanza appiccicosa (come le formiche) o causare repulsione in altri durante la predazione. L'escrezione contiene lucibufagine, steroidi presenti in P. pyralis che li rendono sgradevoli ad alcuni uccelli predatori. Mentre il lampeggiamento degli adulti viene utilizzato nella segnalazione del compagno, si pensa che il bagliore delle pupe sia un'esibizione aposematica per i predatori notturni.
In relazione, i maschi della specie Photinus sono preda di femmine di un genere diverso, Photuris. Le femmine Photuris in realtà imitano gli effetti dei modelli di segnalazione luminosa dei maschi Photinus, e così facendo attirano i maschi di quella specie. I maschi producono naturalmente lo steroide lucibufagina e il motivo per cui le femmine predano questi maschi è ottenere questo steroide. Una volta che le femmine predano i maschi Photinus, ottengono lo steroide lucibufagina da usare per la loro difesa contro i ragni saltatori. È stato condotto uno studio in cui le femmine di Photuris sono state raccolte dalla natura e costrette a un'emorragia riflessa che contiene lo steroide lucibufagina. È stato riscontrato che quando le femmine sono state costrette a sanguinare per riflesso, i campioni prelevati da ciascuna di esse avevano quantità diverse di steroide. Quindi, dopo che sono stati fatti esperimenti per vedere quali femmine sarebbero state mangiate dai ragni saltatori, è stato deciso che i ragni saltatori avevano maggiori probabilità di mangiare le femmine con meno lucibufagina all'interno dei loro corpi, mentre le femmine con più lucibufagina venivano costantemente respinte dai ragni proteggendosi così da predazione.

## Accoppiamento
I maschi sono i primi a iniziare la serie di lampi di pattugliamento necessari per localizzare e accoppiarsi con una femmina. Volano attivamente mentre lampeggiano, mentre le femmine sono sedentarie. Lampeggeranno ogni 6 secondi e attenderanno un lampo di risposta dalla femmina, che arriva dopo un ritardo di 1-2 secondi È stato dimostrato che le femmine rispondono solo ai loro maschi conspecifici identificandoli dal colore del loro lampo bioluminescente giallo, in combinazione con lo schema temporale, la durata e l'intensità del lampo maschile. Le femmine ruotano il loro addome verso il lampo dei maschi, presentando il proprio lampo verso il maschio. I maschi possono essere osservati volare in un orientamento quasi verticale; le loro antenne sono tenute in avanti e rigide mentre le loro gambe sono tenute verso il corpo durante il pattugliamento. Mostrano anche un evidente spostamento dello sguardo verso l'ultimo lampo femminile e continuano verso di esso finché la lucciola femmina non lampeggia di nuovo. I bagliori continuano finché il maschio non raggiunge la femmina. I maschi si radunano in grandi masse ed è molto probabile che più di uno trovi la stessa femmina; in questo caso il maschio di P. pyralis mostra aggressività, l'uno verso l'altro, mentre non è in volo.
Durante la fase di “aggressione” sono prediletti i maschi con elitre più piccole e lanterne più piccole; mentre durante la fase di segnalazione sono prediletti quelli con elitre più lunghe e lanterne più grandi. I maschi con lanterne più grandi sono preferiti nelle fasi di corteggiamento di segnalazione perché i loro lampi di trasmissione possono essere visti dalle femmine più lontane. Si suggerisce anche che a causa delle loro elitre più lunghe questi maschi possano anche avere il vantaggio di trovare le femmine più velocemente. Le lucciole Photinus non si nutrono da adulte e quindi i maschi sono in grado di attirare meglio le femmine offrendo doni nuziali di cibo, sotto forma di spermatofori che le femmine possono utilizzare per fornire nutrienti alle loro uova.